# Hagetjärnsflågen
Hagetjärnsflågen är en sjö i Bengtsfors kommun i Dalsland och ingår i Göta älvs huvudavrinningsområde.